# Audi R8
Audi R8 este un model de autovehicul sport produs de compania Audi în Neckarsulm, Germania. Versiunea pur electrică R8 e-tron dispune de motor electric care dezvoltă 455 cai-putere și cuplu motor foarte mare, de 920Nm. R8 e-tron Accelerează de la 0-100 km/h în 3,9 secunde, autonomia este de 450 km.

## Galerie de poze

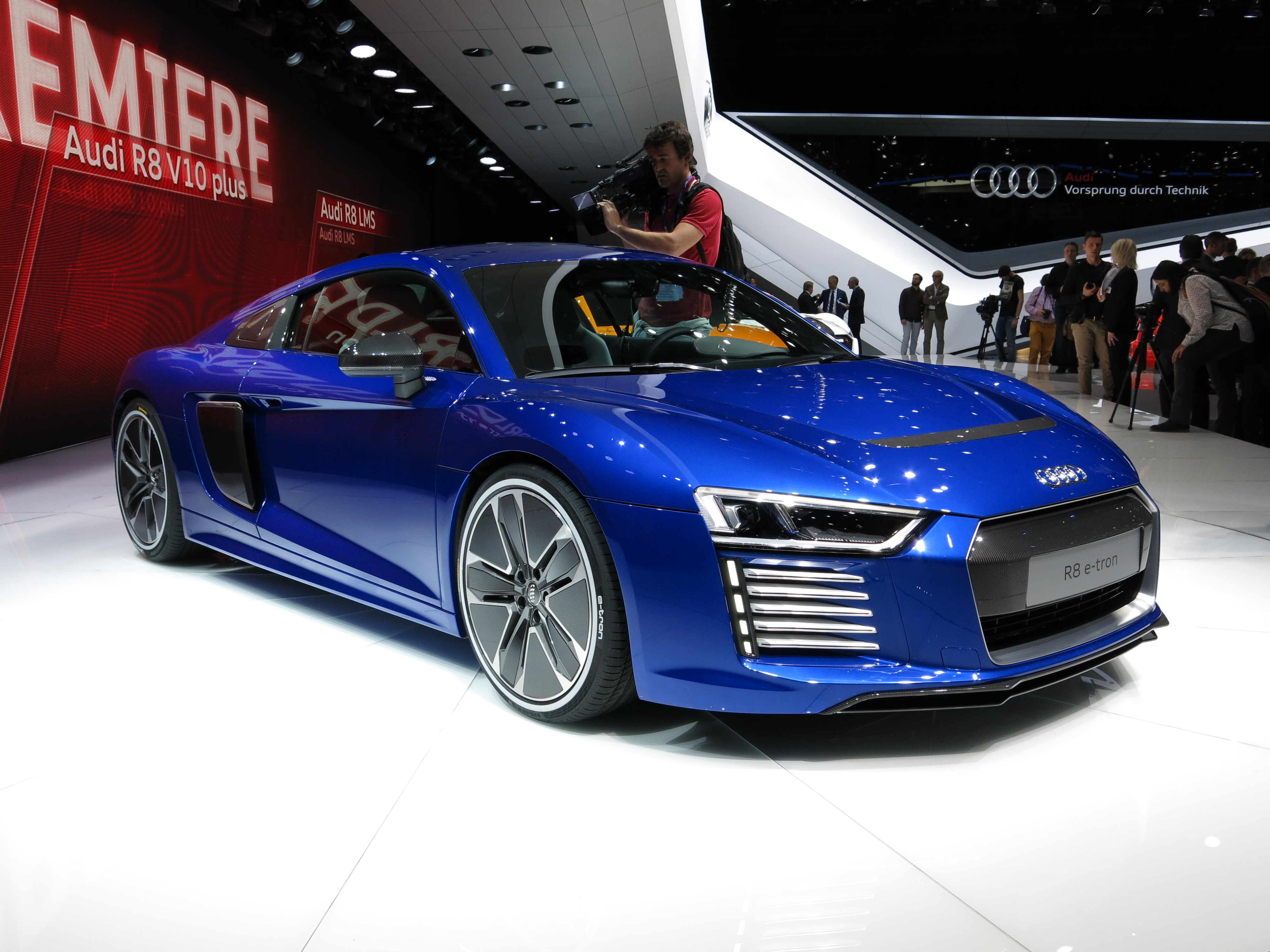
Automobil electric R8 e-tron
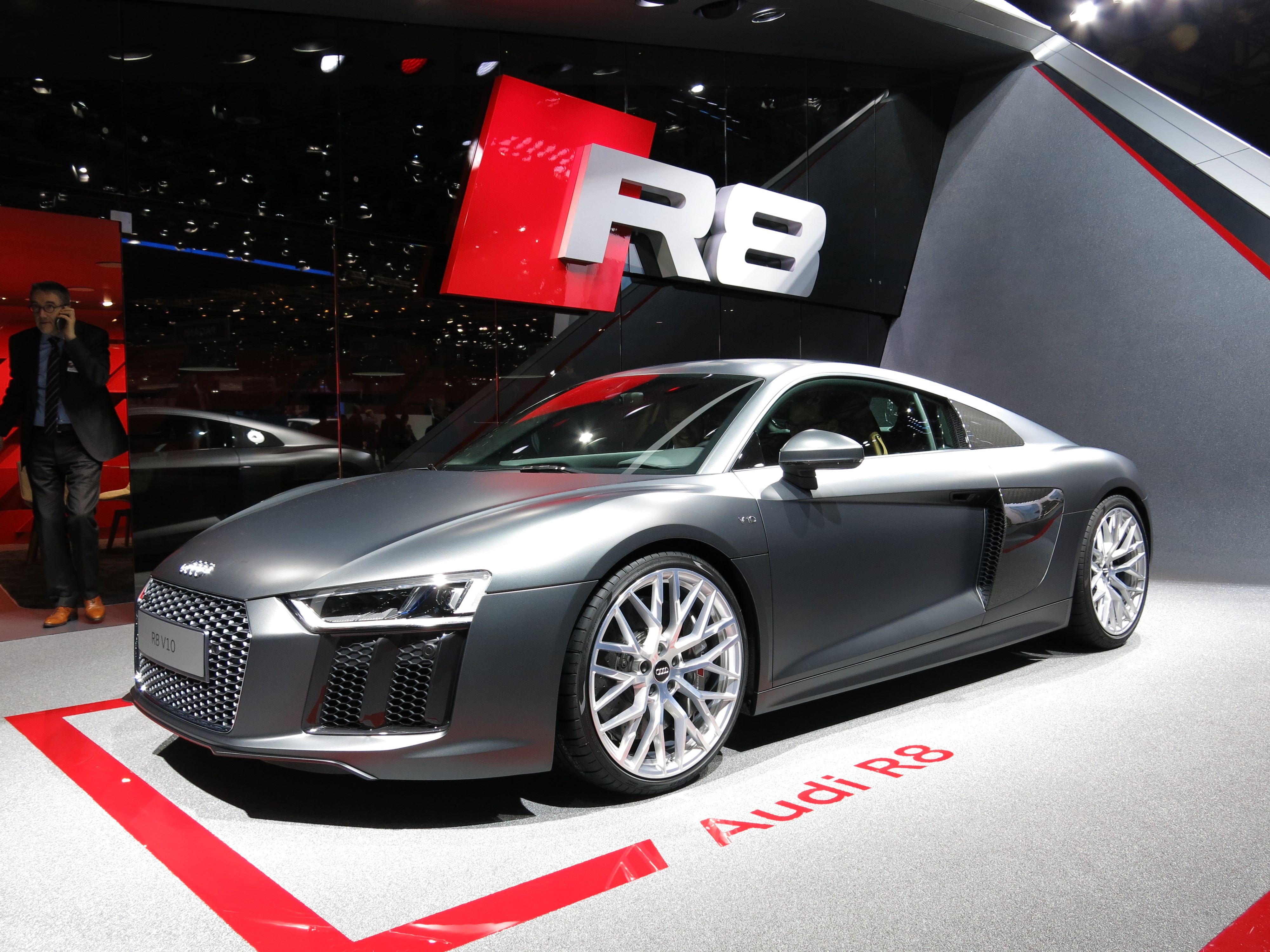
Audi R8 V10
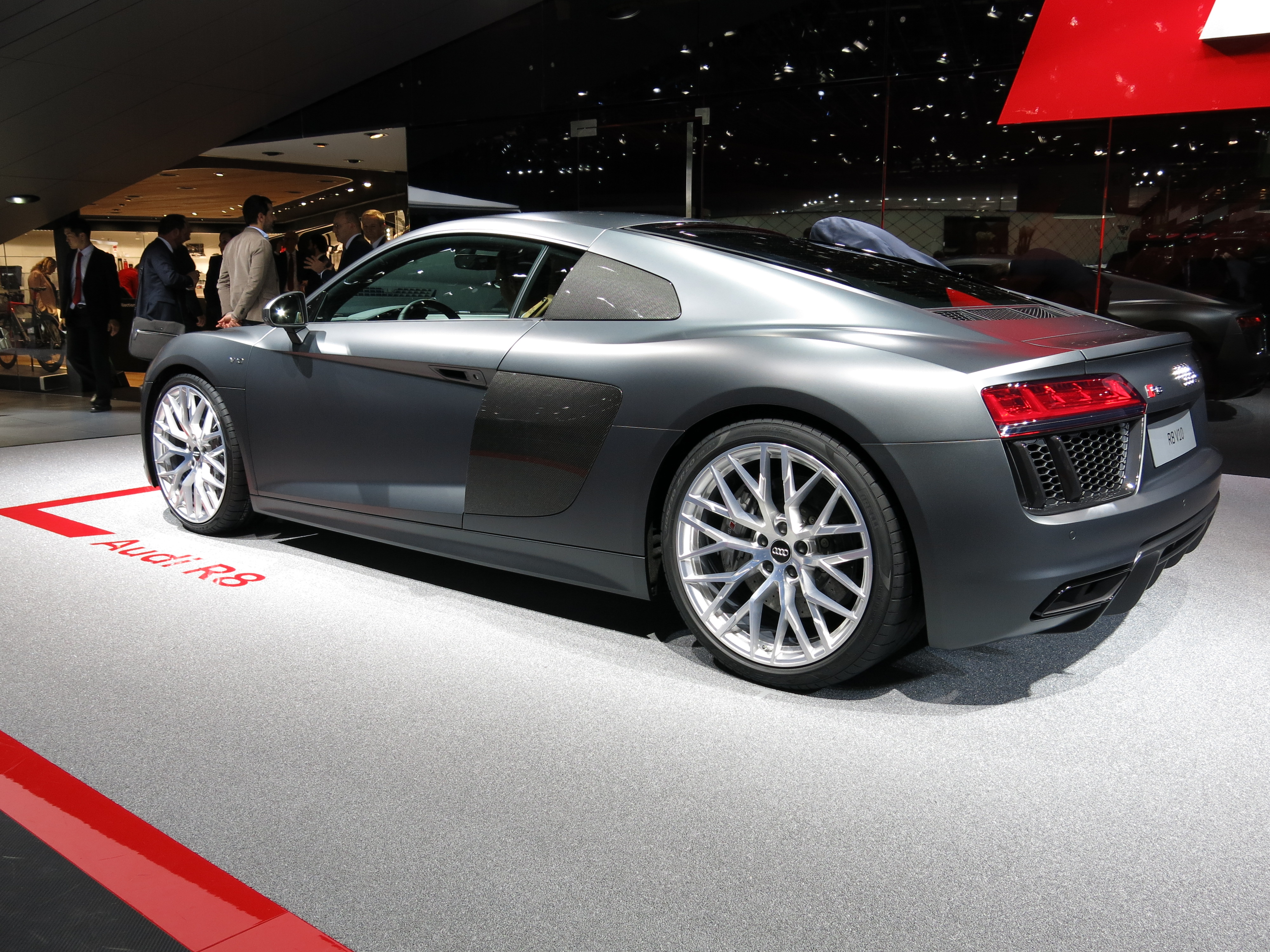
Audi R8 V10
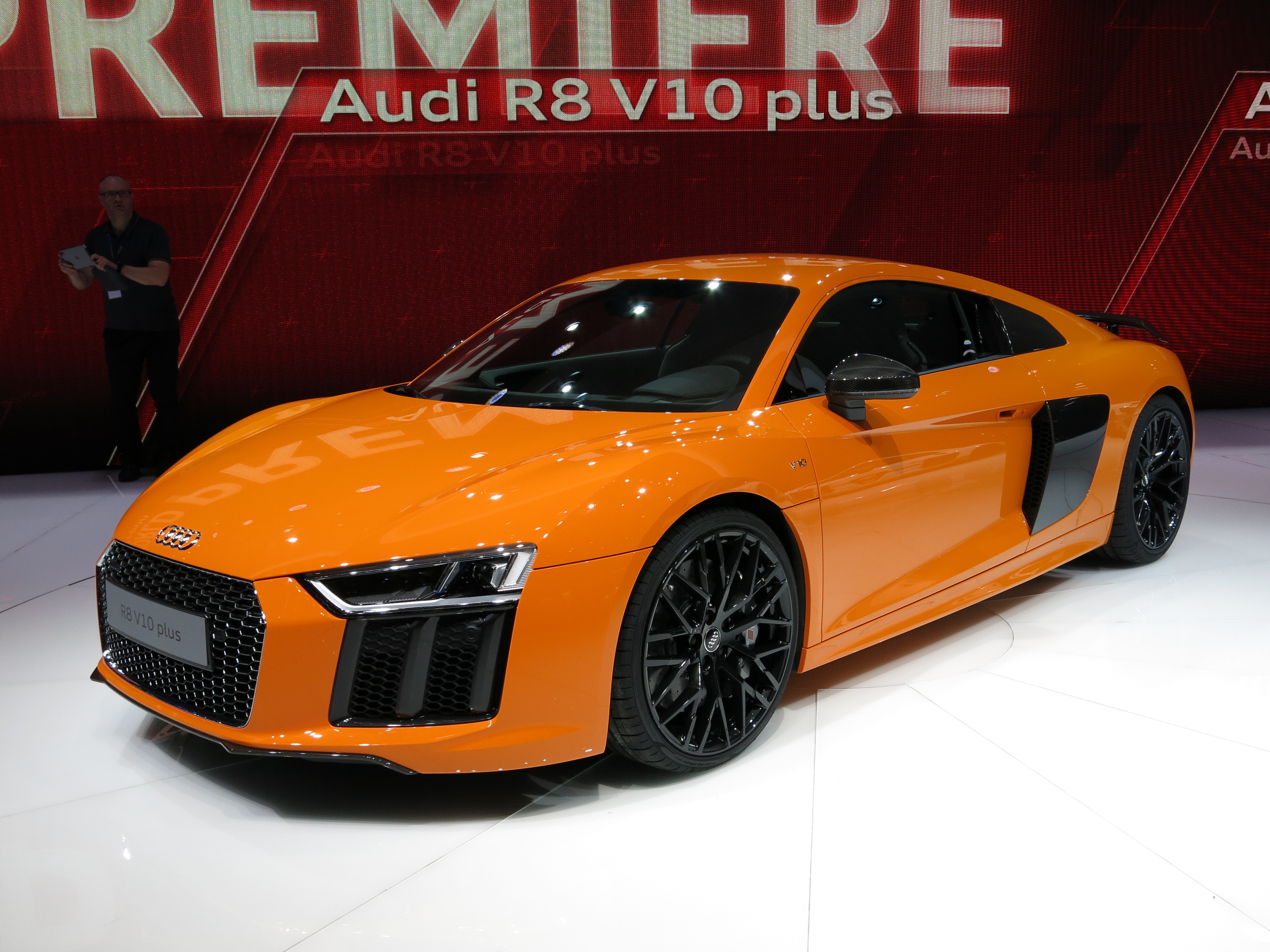
Audi R8 V10 plus
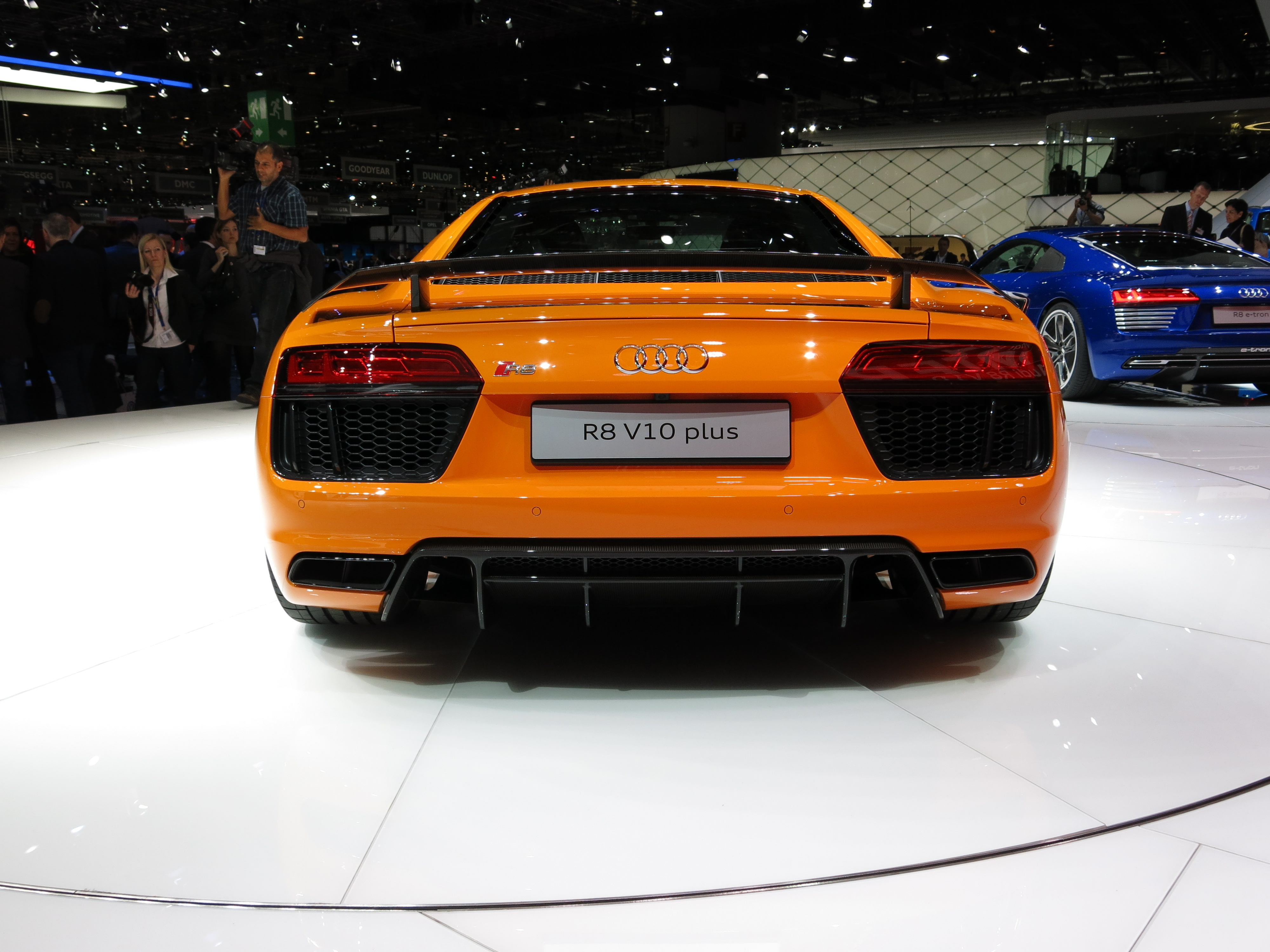
Rear view Audi R8 V10 plus
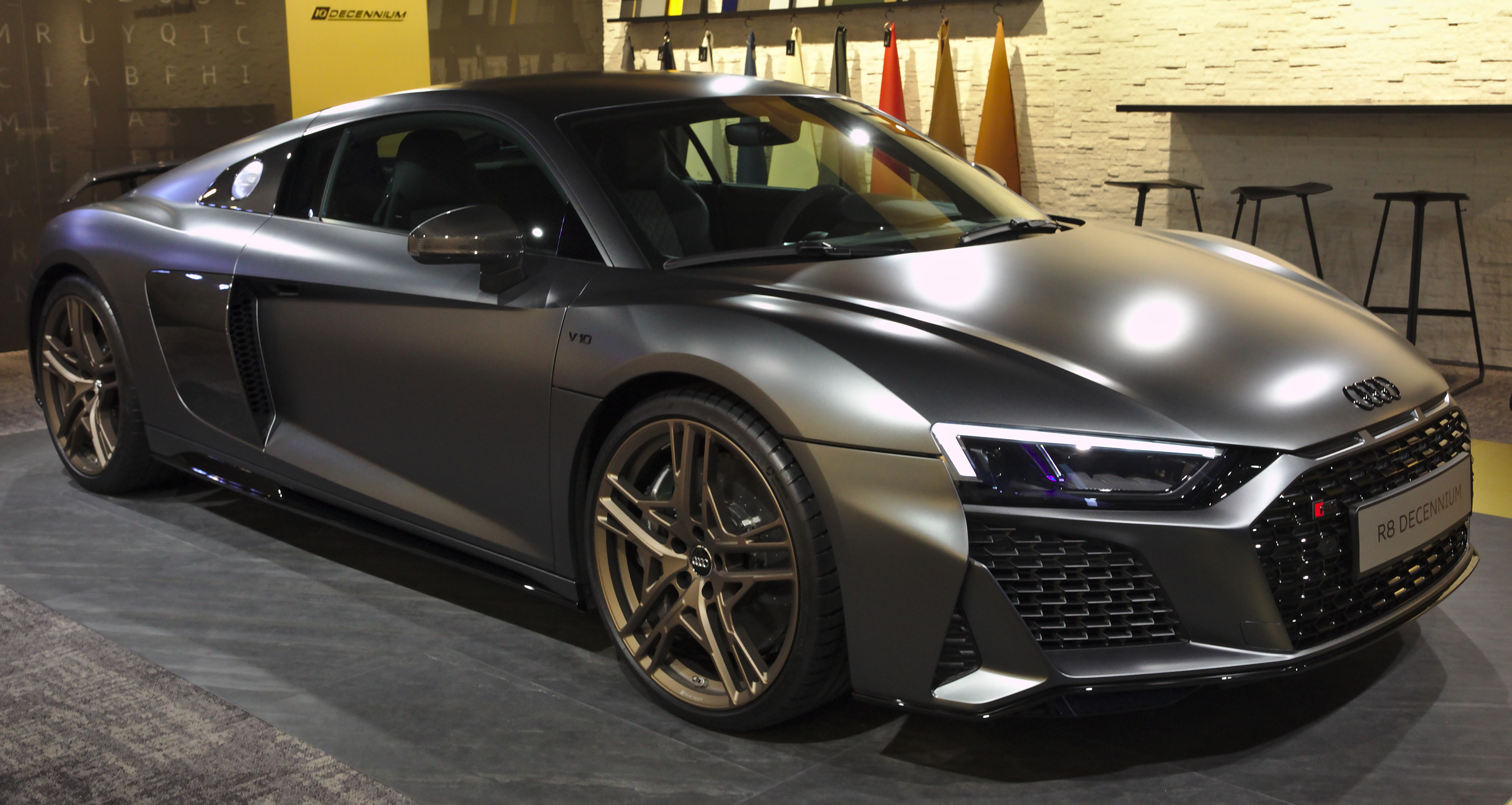
Audi R8 V10 Decennium